# Тарасовка (Пологовский район)
Тара́совка (укр. Тарасівка) — село,
Тарасовский сельский совет,
Пологовский район,
Запорожская область,
Украина.
Код КОАТУУ — 2324286801. Население по переписи 2001 года составляло 1284 человека.
Является административным центром Тарасовского сельского совета, в который, кроме того, входят сёла
Андреевское,
Романовское и
Шевченково.

## Географическое положение
Село Тарасовка находится на левом берегу реки Малая Токмачка,
ниже по течению на расстоянии в 0,5 км расположено село Новофёдоровка,
выше по течению примыкает и
на противоположном берегу расположено село Басань.
Через село проходит автомобильная дорога Т-0401.

## История
- 1790 год — дата основания как село Петропавловка выходцами из села Решетиловка (Полтавщина) и переселенцами из Харьковщины.
- В 1922 году переименовано в село Тарасовка.

## Экономика
- «Россия», агрофирма, ЧП.

## Объекты социальной сферы
- Школа.
- Детский сад.
- Дом культуры.
- Больница.